# Aegiochus bertrandi
Aegiochus bertrandi is een pissebed uit de familie Aegidae. De wetenschappelijke naam van de soort is voor het eerst geldig gepubliceerd in 2009 door Bruce.